# Adelino Mano Quetá
Adelino Mano Quetá (Mansoa, 1943 ou 1944 - Bissau, 2014) foi um diplomata e poítico da Guiné-Bissau.
Licenciado em Ciências Políticas e Sociais, foi secretario-executivo adjunto da Comunidade Económica dos Estados da África Ocidental (CEDEAO) e, mais tarde, representante do país na Comunidade de Países de Língua Portuguesa (CPLP) em Lisboa.
Entre 1992 e 2002, Mano Quetá foi nomeado sucessivamente embaixador da Guiné-Bissau em Portugal, Espanha, Itália, Marrocos e Taiwan. Candidatou-se como independente à presidência da Guiné-Bissau nas eleições de 2005, tendo ficado em nono lugar entre 13 candidatos.
Natural de Mansoa, no centro/norte do país, Adelino Mano Quetá foi também diretor geral das Alfândegas e era docente na Faculdade de Direito de Bissau.
Morreu em Bissau em 14 de junho de 2014, vítima de doença.